# Le Chevalier de Jérusalem
Le Chevalier de Jérusalem est un roman de chevalerie d'Odile Weulersse paru en août 2004.
Ouvrage de littérature jeunesse, ce livre est largement utilisé par les établissements scolaires du secondaire, notamment dans le cadre de l'étude du Moyen Âge en classe de cinquième.

## Résumé
Un jeune chevalier part en quête d'aventures en s'embarquant pour la troisième croisade, accompagné de son fidèle écuyer Isidore. Ils vont alors vivre une incroyable aventure, au cours de laquelle ils connaîtront de multiples dangers lors des guerres religieuses qui déchirent le Royaume de Jérusalem, mais ils découvriront aussi l'amour, chacun à leur manière.
Théophile part dans la forêt de Biroquie avec Isidore, pour trouver la fée. Grâce à Isidore, qui arrive à lire les pancartes, ils réussissent à trouver l'arbre aux trois nids d'hirondelles, l'endroit où habite la fée Hadelize. Soudain, Théophile aperçoit une fillette d'environ 10 ans, la fée. Théophile lui raconte qu'ils partent en croisade, et qu'il voudrait que son épée le prévienne du danger. La fée exécute la demande.
Le roman se termine relativement bien. Théophile, le héros de l'histoire, réussit à venger son père en tuant Karboga, qui a tué son père. Il perd cependant sa bien-aimée Aïcha à cause de deux assassins. Isidore, l'écuyer de Théophile, part avec Pétronille, qu'il a rencontrée en Terre sainte. Isidore reprend aussi le petit commerce de Barnabé. À la fin du récit, Théophile retourne en France et Isidore reste à Jérusalem pour se marier avec Pétronille.